# Kraskowiec
Kraskowiec – kolonia w Polsce położona w województwie śląskim, w powiecie wodzisławskim, w gminie Gorzyce. Razem z sąsiednią Kolonią Fryderyk, stanowi sołectwo w Gminie Gorzyce.
W latach 1975–1998 miejscowość administracyjnie należała do województwa katowickiego.

## Historia
Kraskowiec ma dłuższą historię od Kolonii Fryderyk. Leśniczy Antoni Kraski, pozostający w służbie właściciela dóbr rycerskich w Gorzycach, zobowiązał się do zbudowania liczącej 30 gospodarstw kolonii, w zamian za co jedno z nich miało stać się jego wolną posiadłością. Zdołał wywiązać się z umowy w 1825, kiedy to istotnie 30 domów przy drodze do Wodzisławia zostało ukończonych. Jednakże 30 lat później większość z nich była niezamieszkana. Istniała tu jednakże karczma, a osada miała także własnego sołtysa. W 1863 wcielono Kraskowiec do Gorzyc. Liczył wówczas 10 chałup i jedną dziedziczną posiadłość, łącznie na 418 morgach. Spis z 1871 wykazuje w osadzie 13 zamieszkanych domów i 100 mieszkańców.